# 小牛田駅

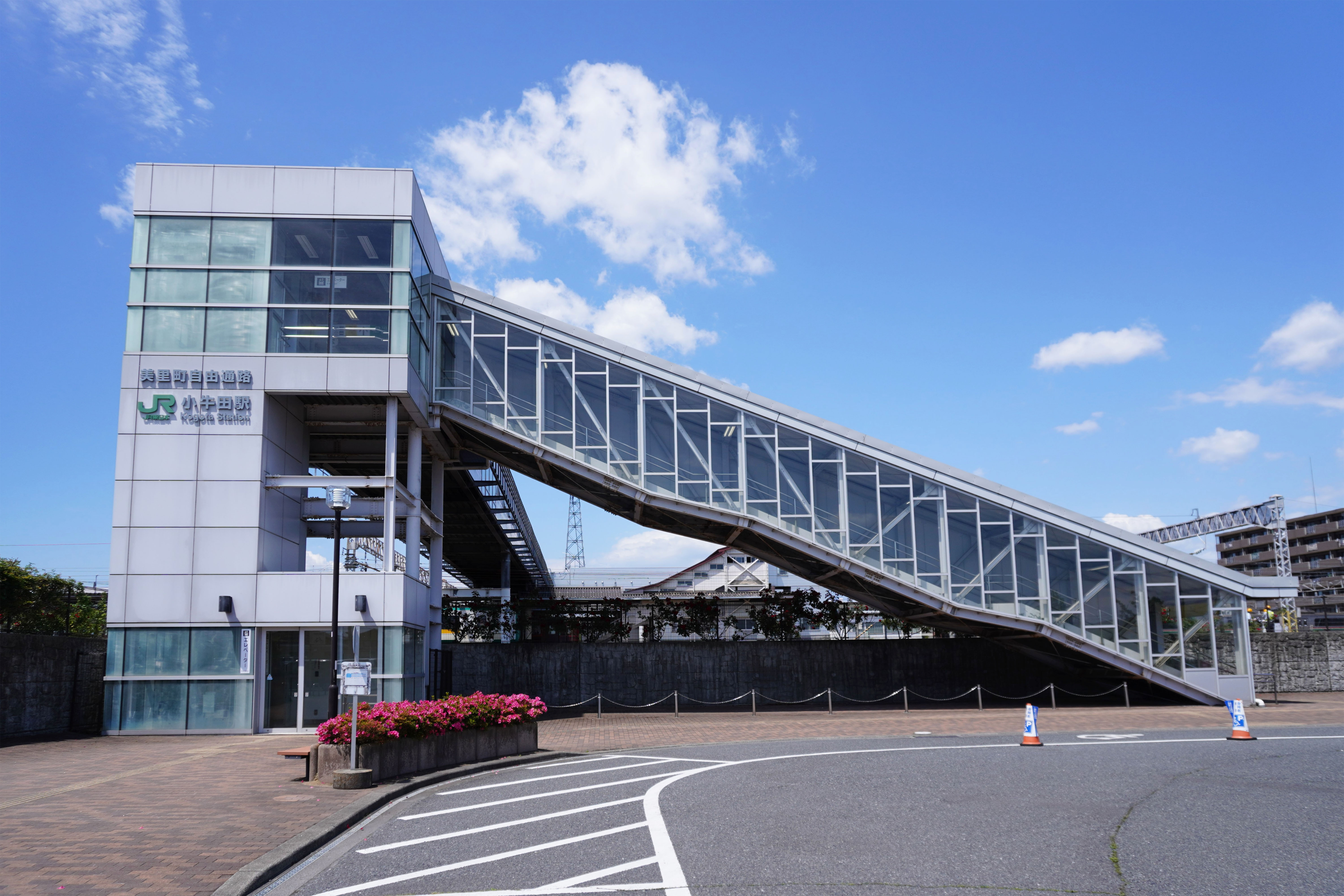
東口（2023年6月）

小牛田駅（こごたえき）は、宮城県遠田郡美里町藤ヶ崎にある、東日本旅客鉄道（JR東日本）の駅である。
東北本線・陸羽東線・石巻線の3路線が乗り入れ、接続駅となっている。当駅の所属線は東北本線であり、陸羽東線と石巻線は当駅が起点である。また、石巻線前谷地駅を起点とする気仙沼線の列車の一部が当駅発着となっており、実用上では4路線の列車が乗り入れる。

## 歴史
小牛田駅は1890年（明治23年）4月16日、日本鉄道が岩切から一ノ関まで路線を延伸開通させたのと同時に開業した。日本の鉄道黎明期において、各地で鉄道を忌避したという話が散見されるが、小牛田においても鉄道の敷設に対する不安はあったらしい。しかし、当時の小牛田村長だった鎌田整一郎は、小牛田には産神として信仰を集める山神社があることから、鉄道が通れば村に人がより多く集まるようになるとして、人々の説得に回ったという話が残っている。この当時の列車は旅客貨物混合列車で、上り、下り、1日にそれぞれ2本が運転された。山神社の祭日や米の積み出しが行われる秋には、臨時列車が仕立てられた。仙台駅までの所要時間は2時間半で運賃は27銭、上野駅までは3円15銭だった。駅員は10名にも満たなかったという。
開業当時の小牛田駅は、現在の小牛田駅より北、江合川の南岸に位置していた。しかし、江合川に近すぎることで、線路の勾配が急である、また江合川が氾濫すると線路が水没する、といった不都合が生じた。1910年（明治43年）に起きた洪水で江合川と鳴瀬川の堤防が決壊し、軌道が著しく破壊された。陸羽東線や、石巻線の前身に当たる仙北軽便鉄道が小牛田を起点に敷設されることが決まったこともあり、同じ場所に復旧することは避けられ、小牛田駅はより南の不動堂村へ移転した。
1912年（大正元年）、小牛田と石巻を結ぶ仙北軽便鉄道が開業した。仙北軽便鉄道は1919年（大正8年）に国有化され、後に軌道幅を広げる工事を経て石巻線となる。また1913年（大正2年）に陸羽東線が岩出山駅まで部分開業した。この時、小牛田駅に機関車の基地である小牛田機関庫が置かれた。陸羽東線は1915年（大正4年）に新庄駅まで全線開通し、小牛田機関庫は1936年（昭和11年）に小牛田機関区と名を変えた。
小牛田駅構内での最初の営業権は、1894年（明治27年）に小牛田ホテルが獲得した。小牛田ホテルの経営者だった加藤関右衛門は小牛田付近の鉄道敷設の際、江合川、出来川、鳴瀬川鉄橋の一部資材を請け負っていて、その成果が評価された結果だと言われている。当時の販売品目は弁当、軽食、雑貨で、うなぎ丼が30銭、子持まんじゅうが10銭だった。大正時代になると斉林商店と村上屋が、昭和に入って菊水軒が構内営業に参入し、菓子、果物、うどん、そば、牛乳、寿司など、さまざまなものが小牛田駅の中で鉄道利用客に販売された。
太平洋戦争末期、日本の各地がアメリカ軍機の空襲を受ける中、小牛田にもまた洋上の航空母艦から発進した艦上戦闘機の来襲があった。1945年（昭和20年）8月10日の空襲で、小牛田駅の職員1名が殉職し、駅の周りでも住人が犠牲になった。終戦後、日本の鉄道は復員兵や闇屋、買出しに出かける人々で溢れ混乱した。列車内はすし詰めの状態で、窓から乗り降りする乗客もいた。小牛田駅の待合室には終夜、人がたむろしていて、不穏な空気だったという。同年11月に、上野駅と青森駅を結ぶ急行列車の運転が再開された。この時は各駅があらかじめ割り振られた切符を販売する方式であり、小牛田駅には二等車の切符が5枚、三等車の切符が20枚用意された。
国鉄は1957年（昭和32年）から1961年（昭和36年）にかけて、車両や設備、サービスの近代化を図る「国鉄第一次五箇年計画」を実施した。その中で、1959年（昭和34年）に小牛田駅の駅舎改築が行われ、職員のための業務施設も新たに建設された。1968年（昭和43年）には東北本線全線にわたる複線化と電化が完了し、ヨンサントオと呼ばれる大規模なダイヤ改正が行われた。このダイヤ改正で、上野駅と盛岡駅を結ぶ特急列車「やまびこ」が小牛田駅に停車するようになった。東北新幹線の建設においては、小牛田駅はこの付近の新幹線停車駅として北浦駅や古川駅と共に検討されたが、最終的には三つの案の中から古川駅が選ばれ、小牛田駅は新幹線のルートから外れた。

### 年表
- 1890年（明治23年）4月16日：日本鉄道（現在の東北本線）の駅として開業[2][16]。
- 1912年（大正元年）10月28日：仙北軽便鉄道（現在の石巻線）が開通[17]。
- 1913年（大正2年）4月20日：陸羽線（現在の陸羽東線）が開通[18]。
- 1947年（昭和22年）8月6日：昭和天皇の戦後巡幸のお召し列車が停車。天皇が下車して構内の奉迎者に会釈[19]。
- 1955年（昭和30年）9月1日：駅構内に仙台鉄道郵便局小牛田分局が置かれる[20]。
- 1959年（昭和34年）7月15日：駅本屋を改築[21][新聞 1]。
- 1974年（昭和49年）4月1日：みどりの窓口の営業を開始[22][新聞 2]。
- 1982年（昭和57年）11月15日：駅構内の仙台鉄道郵便局小牛田分局が廃止される[23]。
- 1984年（昭和59年）1月15日：貨物の取り扱いを廃止[16]。
- 1985年（昭和60年）3月14日：荷物の扱いを廃止[16]。
- 1987年（昭和62年）4月1日：国鉄分割民営化により、JR東日本の駅となる[4]。
- 2003年（平成15年）
  - 6月5日：自動改札機を導入[新聞 3]。
  - 10月26日：仙台方面でICカード「Suica」の利用が可能となる[報道 1]。
- 2006年（平成18年）3月29日：駅舎の増改築が完了。東西自由通路が完成。
- 2007年（平成19年）1月19日：構内で汲取作業を行っていたバキュームカーと貨物列車が接触事故を起こす。
- 2014年（平成26年）4月1日：一ノ関方面でICカード「Suica」の利用が可能となる。ただし、一ノ関駅および平泉駅で乗降する場合のみ[報道 2]。
- 2022年（令和4年）12月1日：話せる指定席券売機を導入[24]。
- 2023年（令和5年）
  - 1月9日：みどりの窓口の営業を終了[注 1][3]。
  - 6月1日：古川駅、くりこま高原駅、石巻駅、小牛田運輸区と融合し、小牛田統括センター発足。小牛田駅長は小牛田統括センター所長が兼務する。
- 2024年（令和6年）10月1日：えきねっとQチケのサービスを開始[1][報道 3]。

## 駅構造
島式ホーム2面4線を有する地上駅である。駅舎はホームから西側のやや離れた場所にあり、それぞれ跨線橋で結ばれている。改札口と営業事務室は駅舎2階の跨線橋と接する場所にあり、駅事務室（駅長室等）は1階にある。自動券売機、話せる指定席券売機、自動改札機（Suica、えきねっとQチケ対応）が設置されている。また、改札口の南側に駅構内をまたぐ東西自由通路があり、エレベーターも設置されている。以前は駅舎1階の旧みどりの窓口跡地を利用して「びゅう旅センター」が設置されていた。
待合室は駅舎の1階とホーム上にある。かつては、3・4番線の待合室内に立ち食いそば屋やキオスクが入っていた。
当駅は東北本線の起点である東京駅から営業キロ数が395キロメートルであり、東北新幹線古川駅の営業キロ基準にもなっている。
駅構内に留置線のほか、転車台を備えている。また、仙台車両センター小牛田派出所が隣接しており、車庫や留置線を備えている（派出内は非電化のため、電車は派出構内には入れない）。石巻港駅を発着する貨物列車の一部が、当駅にて機関車交換や乗務員交代する場合があるため、一部の側線が交流電化されている。
小牛田統括センター所在駅である。また、直営駅で、管理駅でもあり、以下の各駅を管理している。
- 東北本線 鹿島台駅 - 石越駅間の各駅
- 陸羽東線 北浦駅・陸前谷地駅
- 石巻線 上涌谷駅 - 曽波神駅間の各駅
- 気仙沼線 和渕駅 - 陸前小泉駅間の各駅

このほか、駅構内にCTCセンター（陸石指令）を併設しており、当駅社員が業務を担当している。
以前は日中に東北本線列車の増解結がここで行われていた。

### のりば
| 番線 | 路線      | 方向 | 行先                     | 備考            |
| ---- | --------- | ---- | ------------------------ | --------------- |
| 1    | ■陸羽東線 | -    | 古川・鳴子温泉・新庄方面 | 一部列車は4番線 |
| 2・3 | ■東北本線 | 上り | 塩釜・仙台方面           | 一部列車は4番線 |
| 2・3 | ■東北本線 | 下り | 一ノ関方面               |                 |
| 4    | ■石巻線   | -    | 前谷地・石巻・女川方面   |                 |
| 4    | ■気仙沼線 | -    | 前谷地・柳津方面         |                 |

- 快速「湯けむり」は、下りが2番線、上りが3番線発着

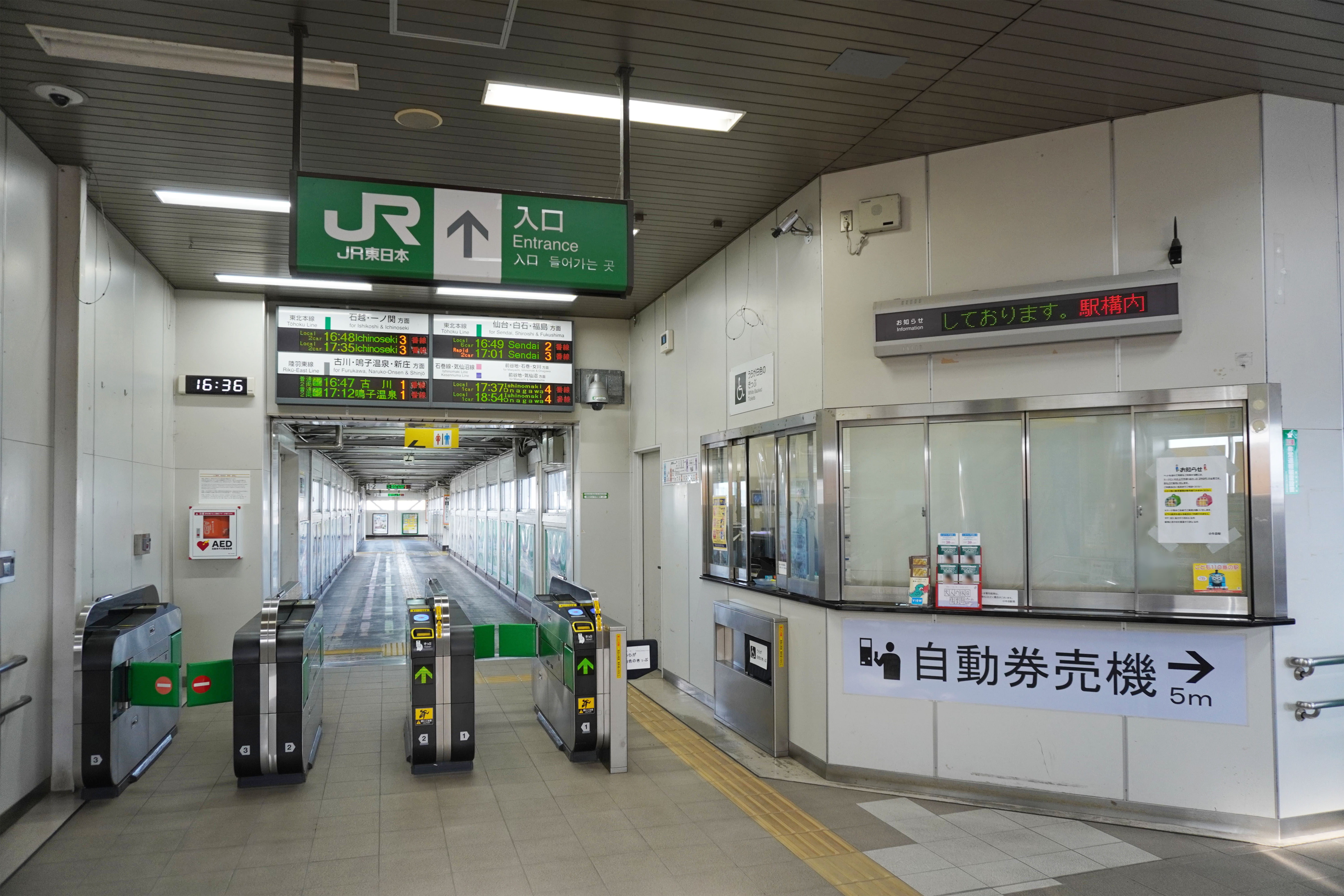
改札口（2023年5月）
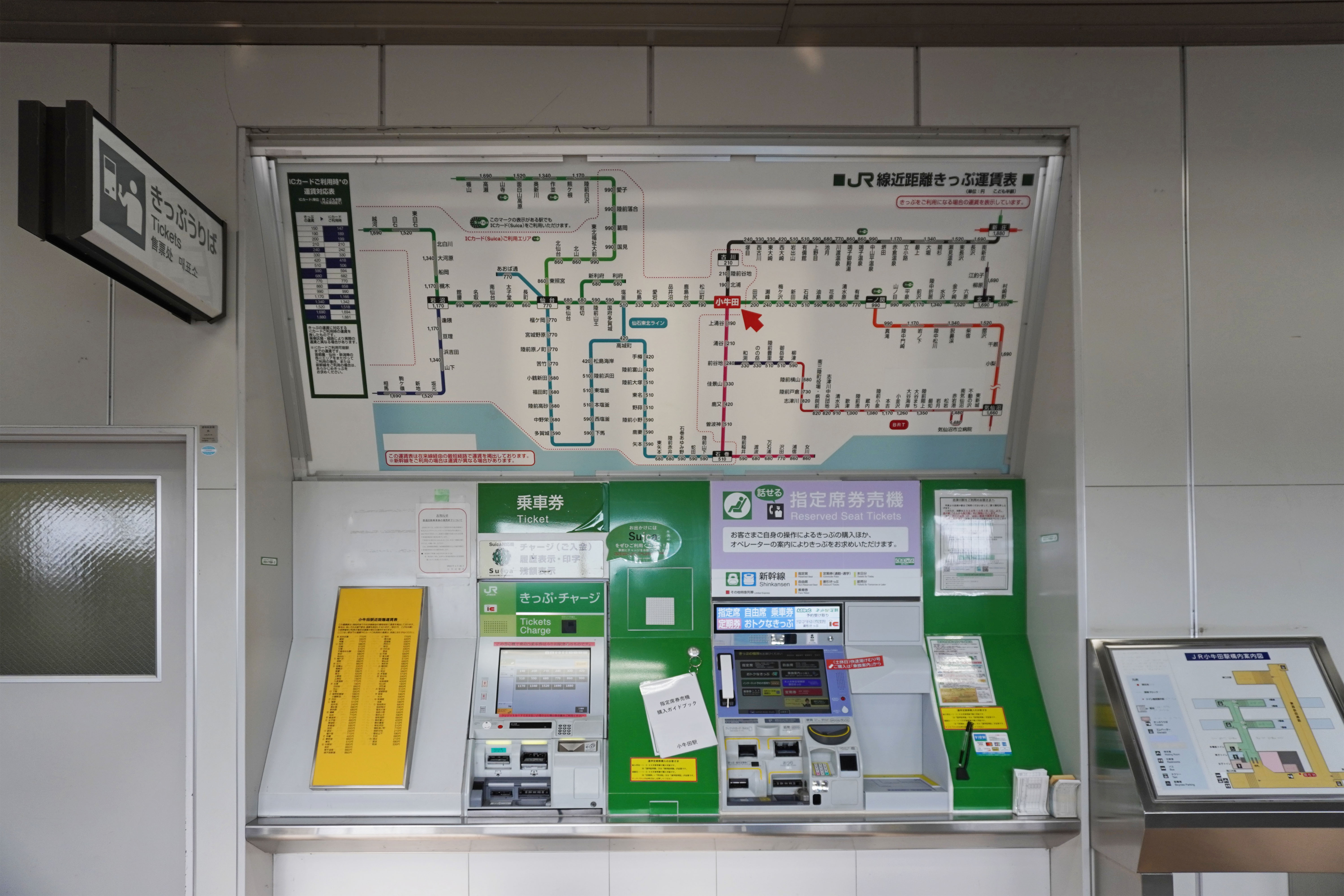
自動券売機（2023年5月）
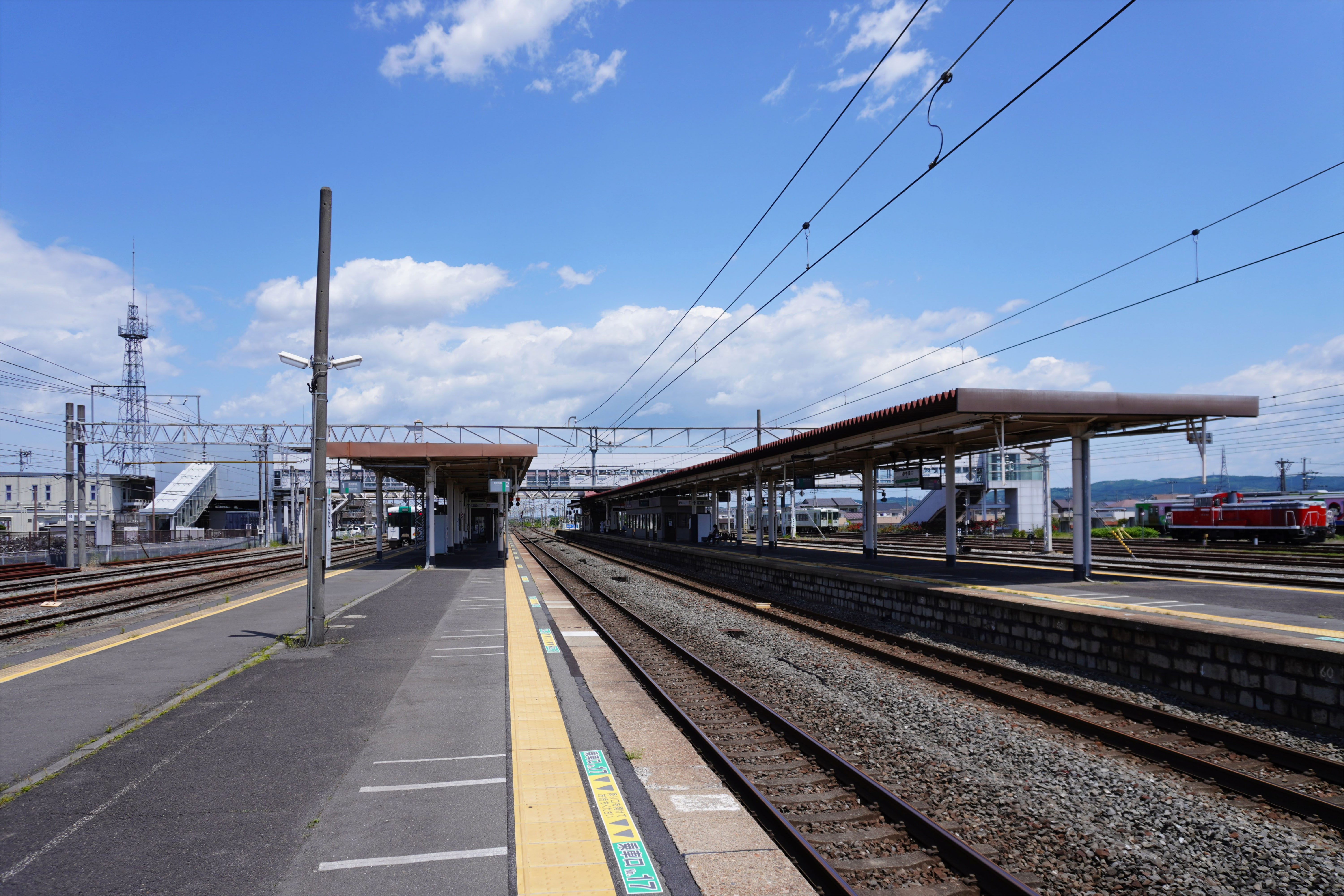
ホーム（2023年6月）

## 駅弁
民営化当初までは小牛田ホテルが「御弁当（幕の内弁当）」「御すし」「とりめし」「ササニシキ味付弁当」「ササニシキのふるさと釜めし」など、菊水軒が「御寿し」「うなぎめし」などの駅弁を販売していた。また、弁当ではなくいわゆる小牛田饅頭だが、村上屋の「山の神まんじゅう」が国鉄時代から駅構内で販売されていた。廃業した小牛田ホテルと菊水軒も小牛田饅頭を販売していた。

## 利用状況
JR東日本によると、2023年度（令和5年度）の1日平均乗車人員は1,852人である。
2000年度（平成12年度）以降の推移は以下のとおりである。
| 1日平均乗車人員推移 | 1日平均乗車人員推移 | 1日平均乗車人員推移 | 1日平均乗車人員推移 | 1日平均乗車人員推移 |
| 年度                | 定期外              | 定期                | 合計                | 出典                |
| ------------------- | ------------------- | ------------------- | ------------------- | ------------------- |
| 2000年（平成12年）  |                     |                     | 2,532               | [ 利用客数 2 ]      |
| 2001年（平成13年）  |                     |                     | 2,489               | [ 利用客数 3 ]      |
| 2002年（平成14年）  |                     |                     | 2,394               | [ 利用客数 4 ]      |
| 2003年（平成15年）  |                     |                     | 2,336               | [ 利用客数 5 ]      |
| 2004年（平成16年）  |                     |                     | 2,281               | [ 利用客数 6 ]      |
| 2005年（平成17年）  |                     |                     | 2,221               | [ 利用客数 7 ]      |
| 2006年（平成18年）  |                     |                     | 2,154               | [ 利用客数 8 ]      |
| 2007年（平成19年）  |                     |                     | 2,133               | [ 利用客数 9 ]      |
| 2008年（平成20年）  |                     |                     | 2,069               | [ 利用客数 10 ]     |
| 2009年（平成21年）  |                     |                     | 2,049               | [ 利用客数 11 ]     |
| 2010年（平成22年）  |                     |                     | 1,984               | [ 利用客数 12 ]     |
| 2011年（平成23年）  |                     |                     | 1,793               | [ 利用客数 13 ]     |
| 2012年（平成24年）  | 526                 | 1,527               | 2,053               | [ 利用客数 14 ]     |
| 2013年（平成25年）  | 523                 | 1,603               | 2,127               | [ 利用客数 15 ]     |
| 2014年（平成26年）  | 526                 | 1,553               | 2,080               | [ 利用客数 16 ]     |
| 2015年（平成27年）  | 543                 | 1,569               | 2,112               | [ 利用客数 17 ]     |
| 2016年（平成28年）  | 527                 | 1,569               | 2,097               | [ 利用客数 18 ]     |
| 2017年（平成29年）  | 534                 | 1,521               | 2,056               | [ 利用客数 19 ]     |
| 2018年（平成30年）  | 525                 | 1,541               | 2,066               | [ 利用客数 20 ]     |
| 2019年（令和元年）  | 506                 | 1,527               | 2,034               | [ 利用客数 21 ]     |
| 2020年（令和02年）  | 306                 | 1,312               | 1,619               | [ 利用客数 22 ]     |
| 2021年（令和03年）  | 347                 | 1,344               | 1,692               | [ 利用客数 23 ]     |
| 2022年（令和04年）  | 404                 | 1,351               | 1,755               | [ 利用客数 24 ]     |
| 2023年（令和05年）  | 452                 | 1,400               | 1,852               | [ 利用客数 1 ]      |

## 駅周辺
古くから駅の西側が街として開けており、駅前の通りには商店等が軒をつらねる。東側にはながらく水田が広がっていたが、開発されて現在は宅地造成地となっている。駅の東西自由通路は、東側の開発にあわせて設置されたものである。小牛田駅の北方には、古くから産神として人々の信奉を集めている山神社がある。
- 遠田警察署
- 小牛田郵便局
- 美里町役場（旧・小牛田町役場）
- 宮城県道19号鹿島台高清水線
- 宮城県道152号涌谷三本木線
- 美里町住民バス「JR小牛田駅」停留所

## 書籍
- 小牛田駅の思い出（2001年、カルダイ社、小牛田セミナー編）

## 隣の駅
東日本旅客鉄道（JR東日本）
- 臨時快速「湯けむり号」停車駅

■東北本線
松山町駅 - 小牛田駅 - 田尻駅
■陸羽東線
小牛田駅 - 北浦駅
■石巻線・■気仙沼線（気仙沼線は当駅 - 前谷地駅間石巻線）
小牛田駅 - 上涌谷駅

### 記事本文